# Список рек Чили
Почти все реки Чили относятся к бассейну Тихого Океана, имеют небольшое протяжение и текут с востока на запад. Территория Северного Чили в основном лишена поверхностного стока, характерны лишь временные летние водотоки. Только одна река Лоа достигает океана. Котловина Пуна-де-Атакама и север Продольной долины заняты обширными солончаками.
К югу от 28° ю.ш. речная сеть развита хорошо. Реки Уаско, Лимари, Рапель, Мауле, питающиеся снегами Анд и зимними дождями, имеют двойной паводок (декабрь — январь и июнь-июль) и очень важны как источники орошения и гидроэнергии. Южнее 37° ю.ш. реки ледниково-дождевого питания, берут начало из озёр и ледников, полноводны в течение всего года; наиболее крупный реки среднего Чили — Био-Био и Бейкер. Низовья рек южной части среднего Чили судоходны.

## Список рек Чили и их притоков
Ниже приведёт список рек Чили, разбитый по областям:

### Арика-и-Паринакота
- Конкордия — также Перу
  - Гальинасос
- Льюта
- Асапа
  - Секо
  - Тигнамар
  - Ла-Игера
- Витор
  - Умирпа
  - Кебрада-Гарса
- Косапилья
- Силала — также Боливия
- Лаука — также Боливия, бассейн Альтиплано
- Камаронес
  - Атахама
  - Каритайя
  - Чиса — также область Тарапака

### Тарапака
- Тана
  - Ретамилья
  - Сора

### Антофагаста

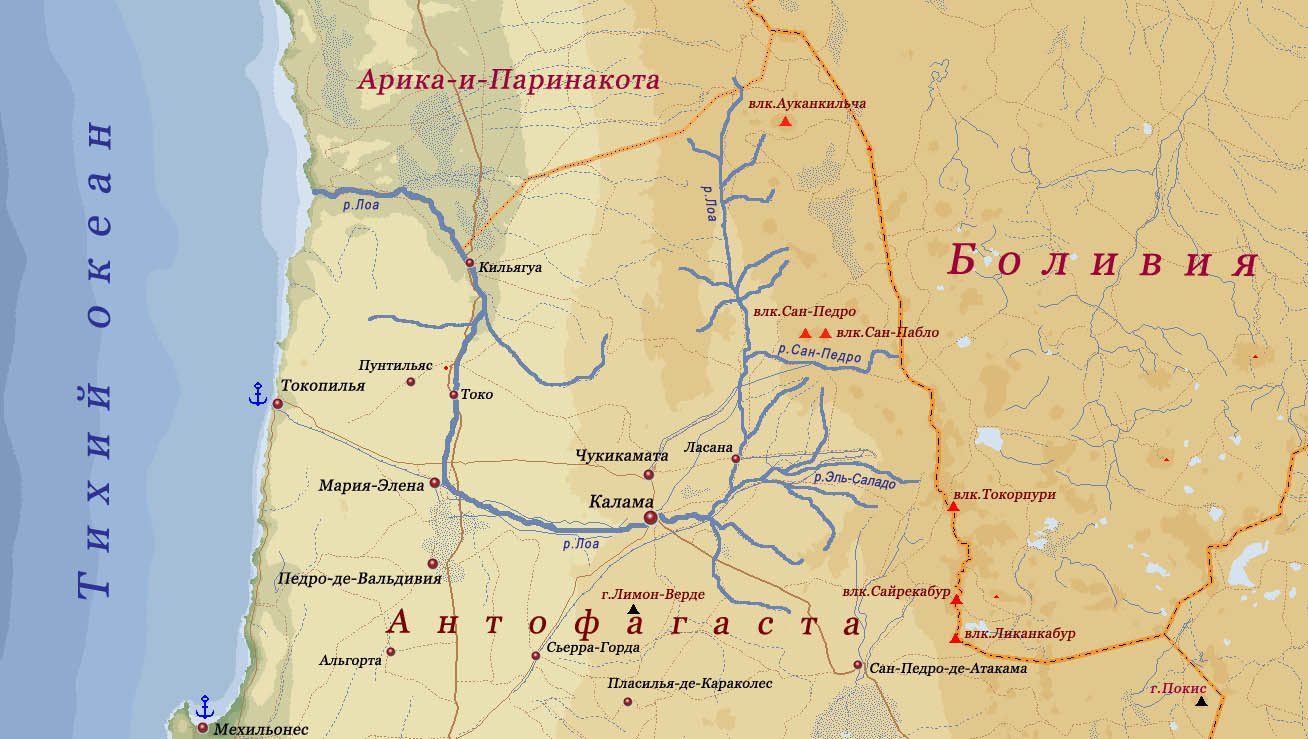
Карта бассейна реки Лоа

- Лоа — также область Тарапака, самая длинная река Чили
  - Сан-Педро
  - Саладо
  - Сан-Сальвадор
- Тальталь
  - Пейнета

### Атакама
- Пан-де-Асукар
- Саладо
  - Саладито
  - Салинас
- Копьяпо
  - Хоркера
  - Пулидо
  - Мамфлас
  - Пайпоте
- Уаско
  - Трансито
  - Кармен

### Кокимбо

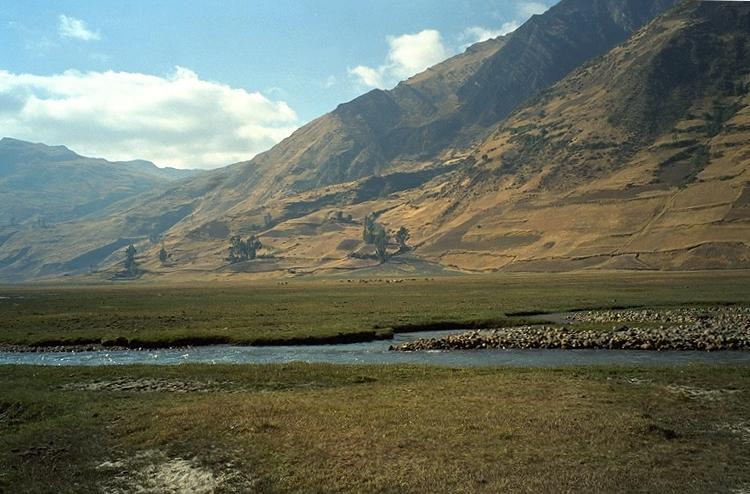
Река Лимари

- Эльки
  - Турбио
  - Кочигуас
  - Рио-Кларо
- Лимари
  - Уртадо
  - Лос-Мольес
  - Рио-Гранде
  - Коготи
  - Комбарбала
- Чоапа
  - Ильяпель
  - Чалинга
  - Сапальяр
  - Тотораль
- Килимари

### Вальпараисо
- Петорка
- Ла-Лигуа
- Аконкагуа
  - Путаэндо
  - Рио-Колорадо
  - Хункаль
  - Рио-Бланко

### Столичная область
- Майпо — также в области Вальпараисо
  - Мапочо
    - Йерба-Лока
    - Колина

  - Йесо
  - Пуанке
  - Волькан
  - Рио-Колорадо
  - Ангостура — также в области Либертадор-Хенераль-Бернардо-О’Хиггинс

### Либертадор-Хенераль-Бернардо-О’Хиггинс

Карта рек областей Либертадор-Хенераль-Бернардо-О’Хиггинс и Мауле

- Рапель — также области Столичная и Вальпараисо
  - Качапоаль
    - Коя
    - Пангаль
    - Рио-Кларо

  - Тингиририка
    - Портильо
    - Лас-Дамас

### Мауле
- Матакито
  - Тено
    - Рио-Кларо
    - Мало
    - Насименто

  - Лонтуэ
    - Рио-Колорадо
    - Лос-Патос-де-Сан-Педро
- Мауле
  - Рио-Кларо
    - Лиркай

  - Лонкомилья
    - Ачибуэно
      - Анкоа

    - Лонгави
    - Каукенес

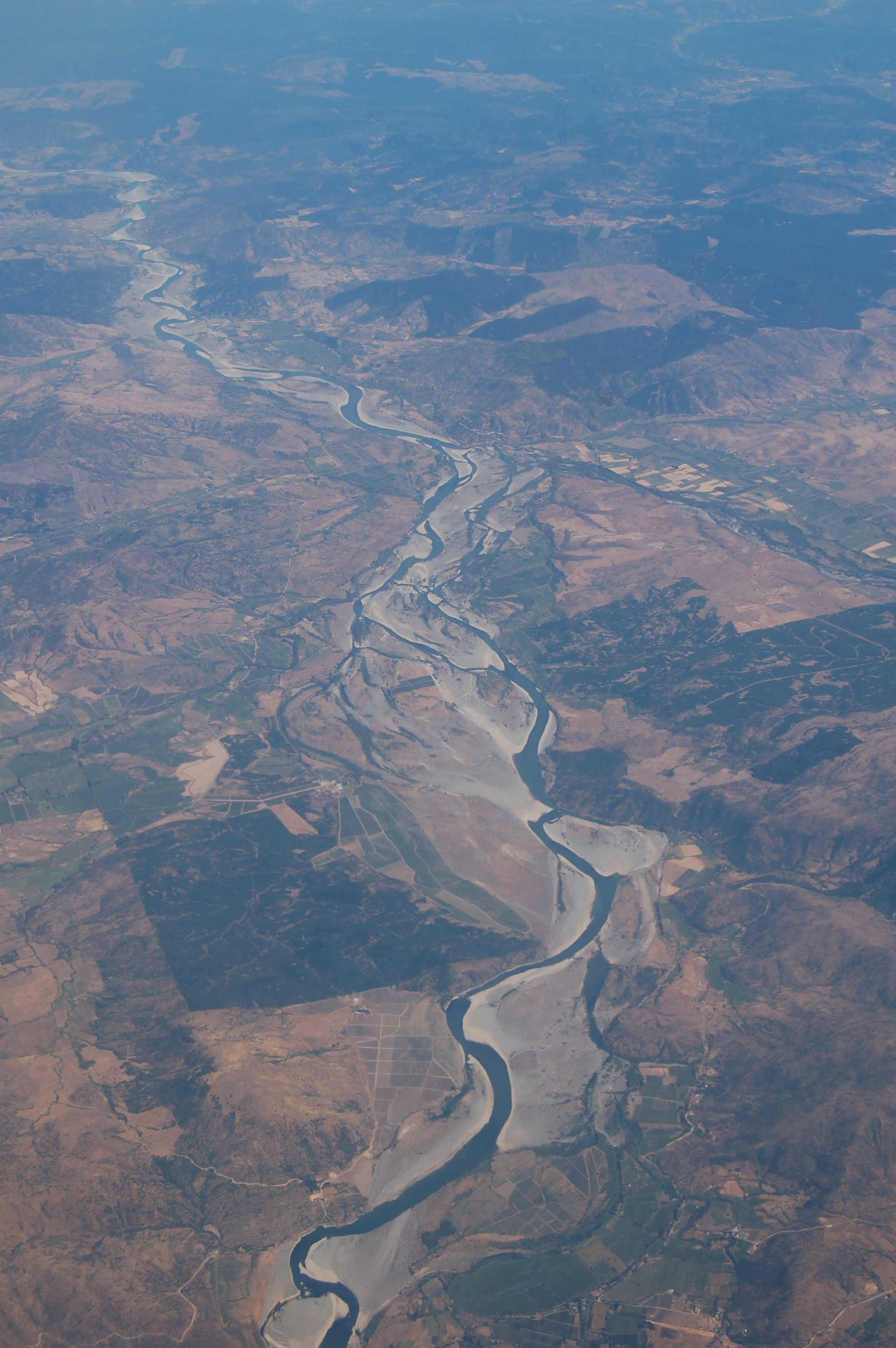
Вид на слияние рек Мауле и Рио-Кларо с воздуха

    - Перкелаукен — также область Био-Био
      - Пурапель — Мауле

    - Путаган

  - Меладо

### Био-Био
- Итата
  - Ньюбле
    - Чильян

  - Дигильин
  - Чольгуан — Био-Био

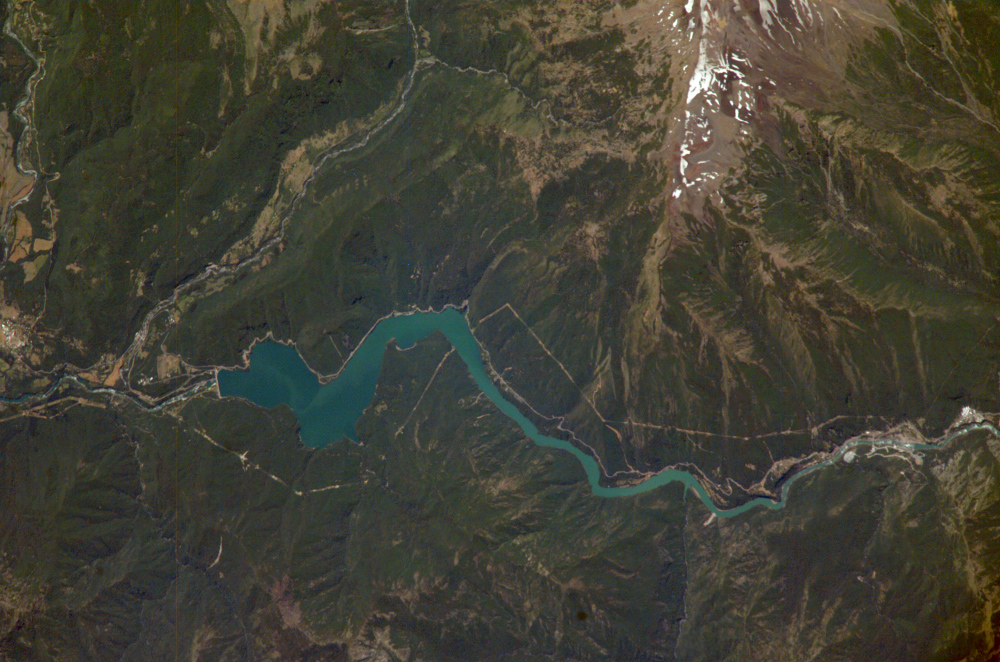
Спутниковый снимок ГЭС Панге на реке Био-Био

- Био-Био — также область Араукания, вторая по длине река Чили
  - Лаха
    - Полькура

  - Дукеко
  - Лонкимай — также область Араукания
  - Мульчен
  - Ренайко
  - Вергара — также область Араукания
    - Мальеко — течёт в области Араукания
    - Рауэ — течёт в области Араукания

  - Куленко
    - Таволево
- Чивилинго
- Ларакете
- Карампангуэ
- Тубуль
- Киапо
- Лебу

### Араукания

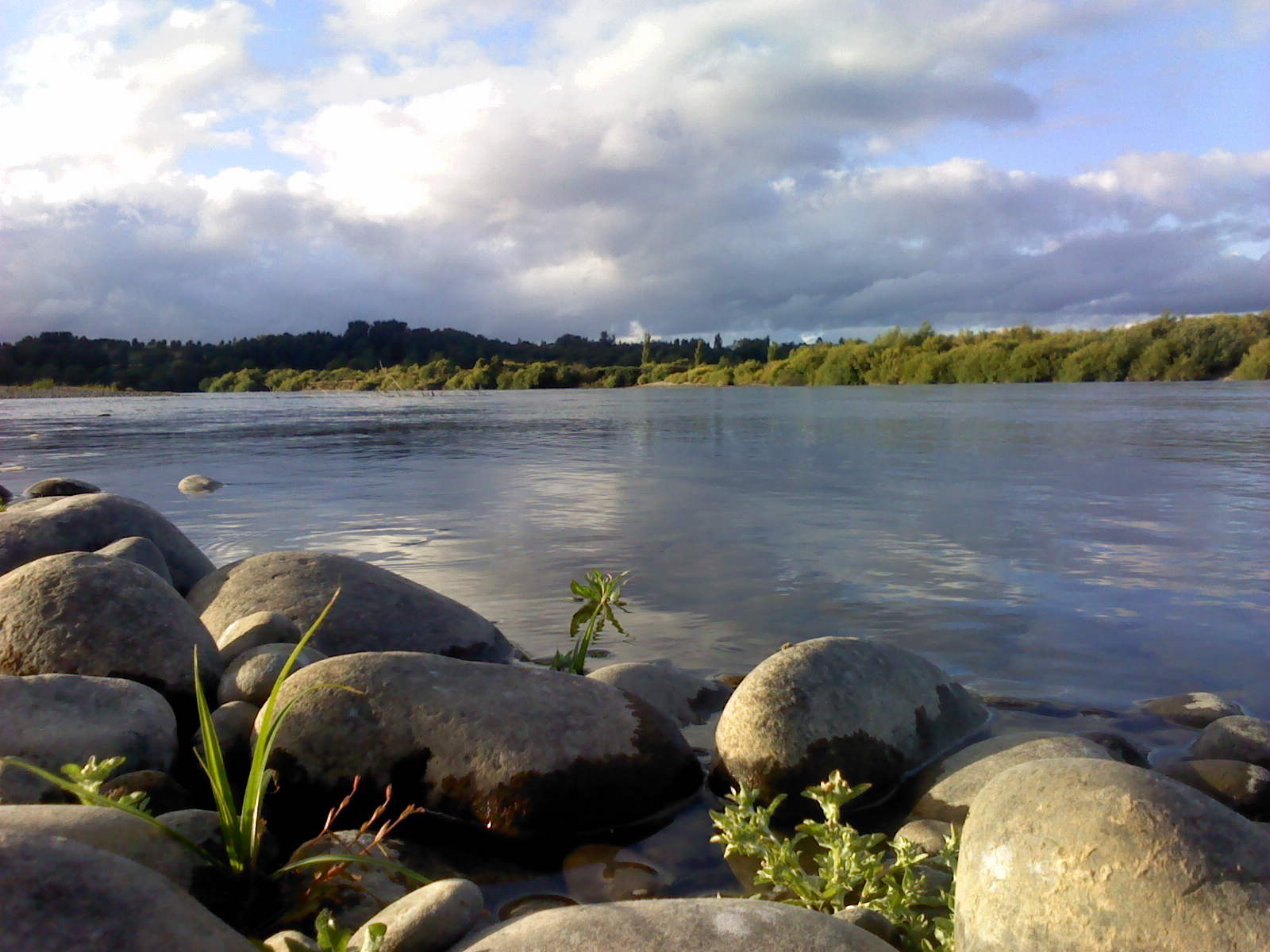
Река Тольтен

- Империаль
  - Каутин
    - Чольчоль
    - Лумако
    - Трайген
- Тольтен
  - Альипен
  - Транкура
- Лингуэ — также область Лос-Риос

### Лос-Риос
- Вальдивия
  - Калье-Калье
    - Сан-Педро
      - Энко
        - Льянкиуэ
          - Фуй
          - Нельтуме
          - Уаум — также Аргентина
          - Ликинье

        - Пульинке

  - Кау-Кау
  - Крусес — также область Араукания
  - Кутипай
  - Фута

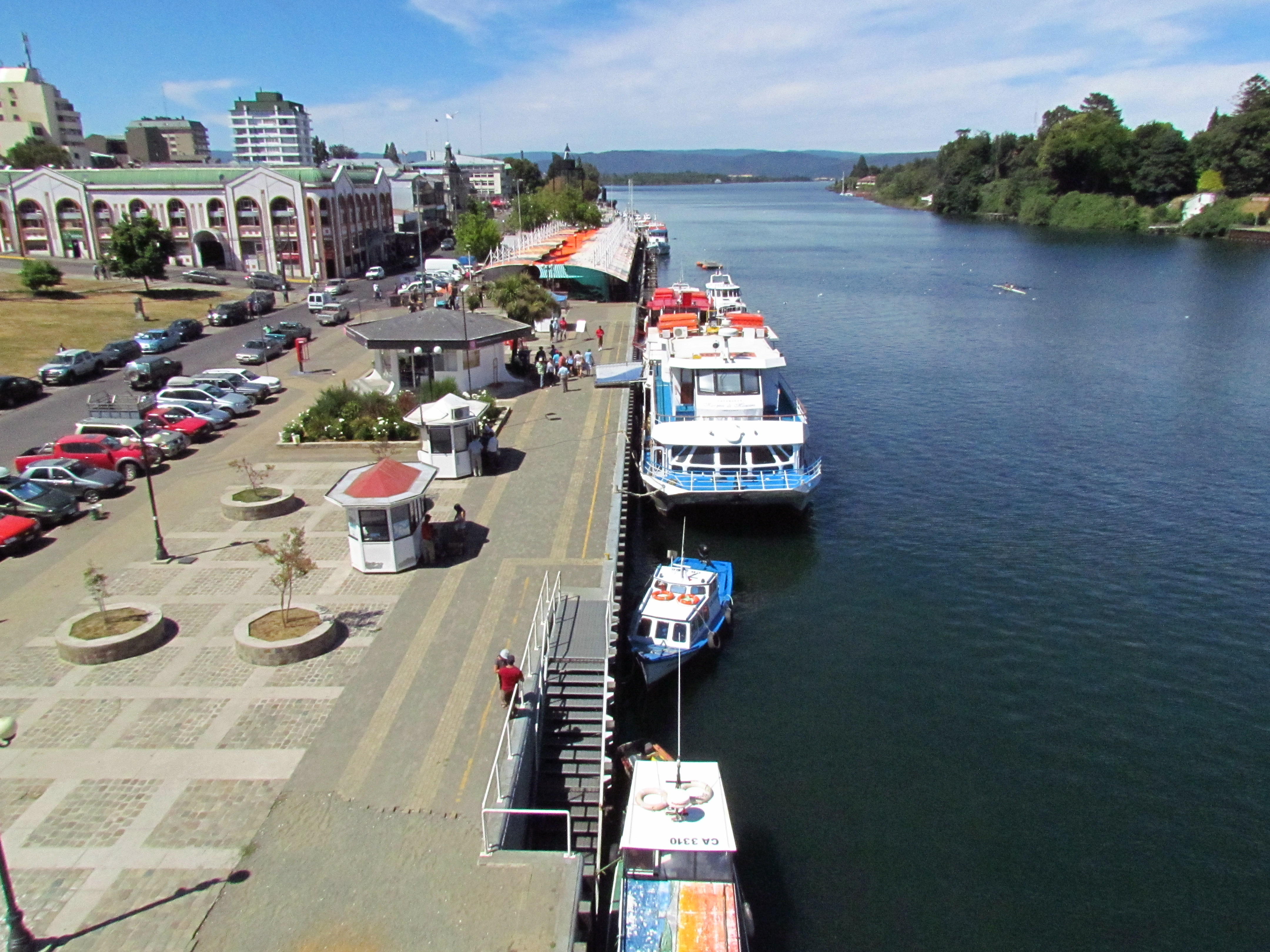
Порт города Вальдивия на одноимённой реке

- Рио-Буэно — также область Лос-Лагос
  - Пильмайкен — также область Лос-Лагос
  - Рауэ — течёт в области Лос-Лагос
    - Дамас — течёт в области Лос-Лагос
    - Рио-Негро — течёт в области Лос-Лагос

### Лос-Лагос
- Петроуэ
- Пудиди
- Пуэло
  - Мансо
- Маульин
- Реньиуэ
- Ельчо
  - Футалеуфу

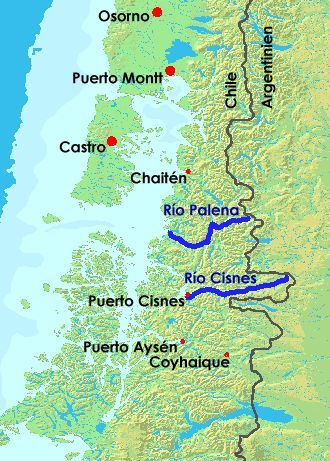
Реки Палена и Сиснес

- Палена — также в области Айсен-дель-Хенераль-Карлос-Ибаньес-дель-Кампо
  - Фрио
  - Фигероа — течёт в области Айсен-дель-Хенераль-Карлос-Ибаньес-дель-Кампо

### Айсен-дель-Хенераль-Карлос-Ибаньес-дель-Кампо

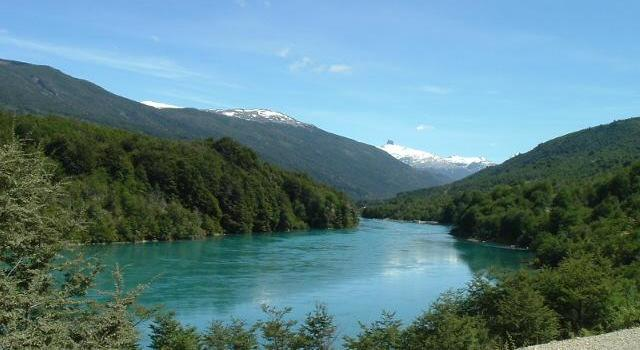
Река Бейкер

- Сиснес
- Айсен
  - Маньигуалес
    - Каньон
    - Ньирегуао

  - Симпсон
- Бейкер
  - Ибаньес
  - Мурта
  - Чакабуко
  - Кокран
- Рио-Браво
- Паскуа

### Магальянес-и-ла-Антарктика-Чилена
- Серрано
  - Пайне
  - Вискачас — также Аргентина
    - Ассенсио

  - Диксон
  - Гейке
  - Грей
  - Пинго
  - Тиндалл
- Рио-Чико — также Аргентина
- Рио-Гранде — также Аргентина
- Асопардо